# Ruten no ōhi
Ruten no ōhi (流転の王妃, lit. "princesa errante") é um filme japonês de 1960, dirigido por Kinuyo Tanaka. O filme é uma ficção adaptada da biografia homônima de Hiro Saga, que se casou com Pujie, irmão mais novo do imperador de Manchukuo, Puyi, em 1937, e que assim se viu envolvida na política colonialista do Império do Japão.

## Sinopse
Tóquio, 1937. Ryūkō é uma jovem despreocupada de origem nobre que sonha em se tornar pintora, e mora com os pais e a avó em uma luxuosa casa da família. Quando o General Asabuki atua como embaixador do Exército para propor um casamento entre Ryūkō e Futetsu, o irmão mais novo do Imperador de Manchukuo, a família inicialmente é relutante. Mas a razão política, o prestígio e um primeiro encontro onde Futetsu causou boa impressão finalmente convenceram a família a iniciar e abençoar o casamento.
Ryūkō deixa o Japão com o marido e é apresentada ao imperador de Manchukuo, onde o casal se instala em Hsinking. Em 1938, Ryūkō deu à luz a uma menina, Eisen, e o casamento segue feliz. Este período de felicidade é abruptamente interrompido durante a invasão soviética da Manchúria em 1945. Futetsu foi feito prisioneiro pelos soviéticos enquanto Ryūkō e seus parentes foram forçados a fugir para o sul em direção à Coreia. Depois de dezessete meses pontuados por longas marchas exaustivas, privações e uma estadia na prisão de Yanji durante a qual a imperatriz morreu de desnutrição e falta de ópio, Ryūkō e sua filha Eisen finalmente conseguiram retornar ao Japão.
Eisen cresce cercada pela mãe e pelos avós e se torna uma jovem alegre. Ryūkō finalmente tem notícias de seu marido Futetsu, ainda preso, e o casal pode trocar cartas. Um novo incidente, mas relacionado com a filha deles, Eisen, abala o casal, quando ela é encontrada morta, em 1957, no Monte Amagi, após o que parecia ser um suicídio amoroso.

## Elenco

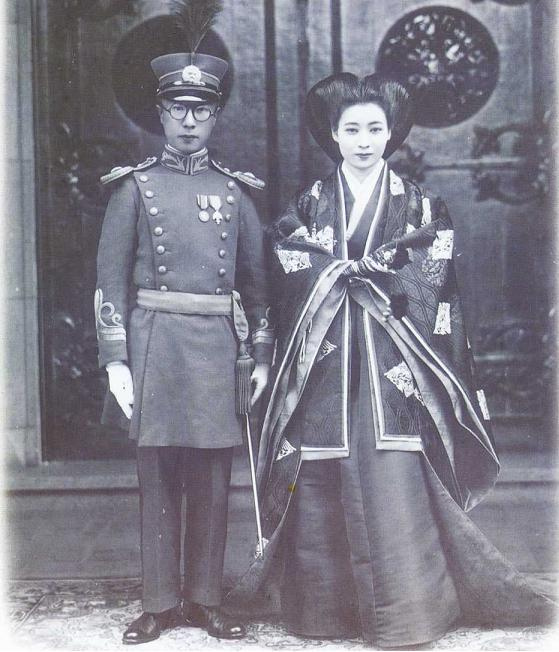
Fotografia do casamento de Pujie e Hiro Saga em 1937

- Machiko Kyo como Ryūkō (Hiro Saga)
- Eiji Funakoshi como Futetsu (Pujie)
- Sadako Sawamura como Kazuko Sugawara, mãe de Ryūkō
- Shozo Nanbu como Hidesato Sugawara, pai de Ryūkō (Marquês Saneto Saga)
- Chieko Higashiyama comoNao Sugawara, avó de Ryūkō
- Ryōzo Yoshii como Kosuke Takahashi, tio de Ryukō
- Kiyoko Hirai como Tsuruko Takahashi, tia de Ryūkō
- Michiko Takano como Eisei, filha de Ryūkō e Futetsu quando adolescente (Huisheng)
- Yangming Long como Fubun, o Imperador de Manchukuo (Puyi)
- Atsuko Kindachi como a Imperatriz (Wan Rong)
- Tatsuya Ishiguro como General Furuya
- Ken Mitsuda como General Asabuki (Shigeru Honjō)
- Mitsuko Takesato como esposa do General Asabuki
- Yaeko Izumo como enfermeira chinesa

- Mitsuko Mito como Izumi
- Chishū Ryū como Kinoshita, o pintor

## Produção e recepção
Poucos meses após a publicação das memórias de Hiro Saga (sob o nome de Hiro Aishinkakura, pronúncia japonesa dos ideogramas de seu nome de quando casada, Hiro Aisin-Gioro) em agosto de 1959, uma proposta de tornar a biografia em filme foi assinada entre Hiro Saga, sua filha mais nova Kosei, Kinuyo Tanaka, Machiko Kyō e Hideo Matsuyama, o diretor geral da Daiei. Desde o início, era pretendido que o filme fosse um josei eiga (filme para mulheres). No final, o filme adaptado das memórias de Saga não foi apenas sobre mulheres e dirigido a um público feminino, mas também foi concebido por mulheres, já que contava com Kinuyo Tanaka na direção e Natto Wada na elaboração do roteiro.
Ruten no ōhi é o quarto filme dirigido por Kinuyo Tanaka e o seu primeiro longa lançado a cores. Foi classificado na 26ª posição segundo a lista dos Melhores Filmes Japoneses de 1960, organizada pela revista Kinema Junpō.